# 赫尔辛基铁路广场
赫尔辛基铁路广场（芬蘭語：Rautatientori）是芬兰首都赫尔辛基市中心的一个广场，位于赫尔辛基中央车站东侧。广场北侧是芬兰国家剧院，南侧是雅典娜姆艺术博物馆（芬兰国立画廊的一部分）。西侧是赫尔辛基中央车站的两个出口，较大的一个公用，较小的一个为芬兰总统及其贵宾专用。
铁路广场是赫尔辛基的一个公交枢纽站。广场上有两个地铁站，包括西南角的中央火车站地铁站，和东侧的赫尔辛基大学地铁站。

## 图集

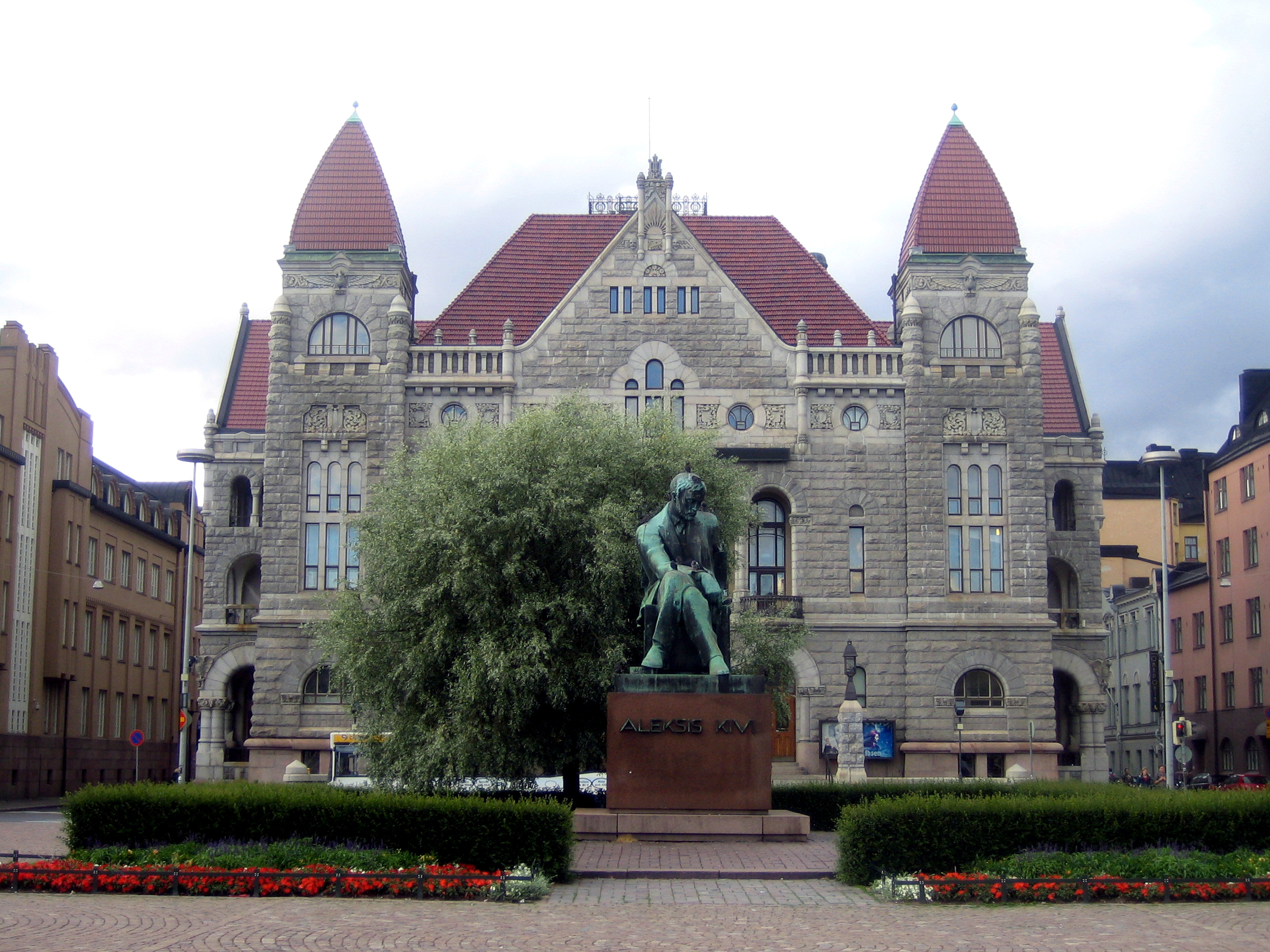
芬兰国家剧院
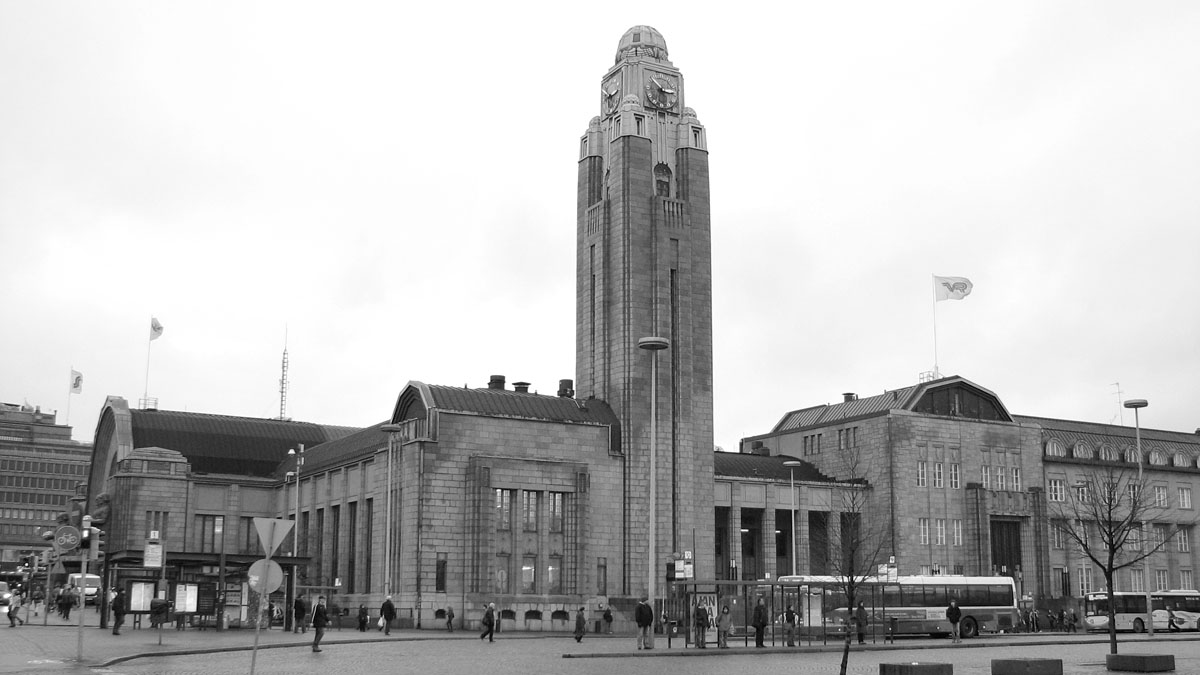
中央车站
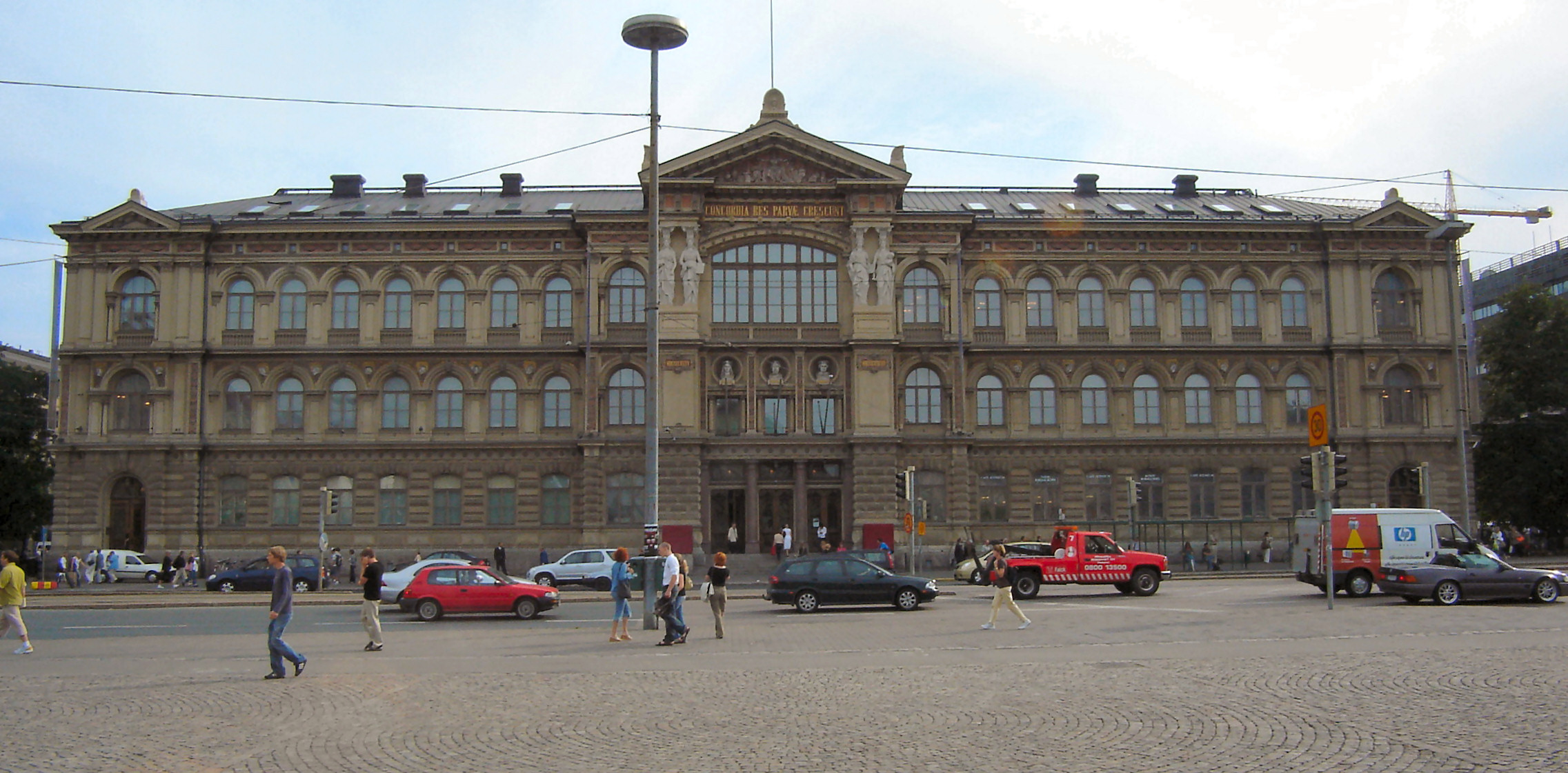
雅典娜姆艺术博物馆
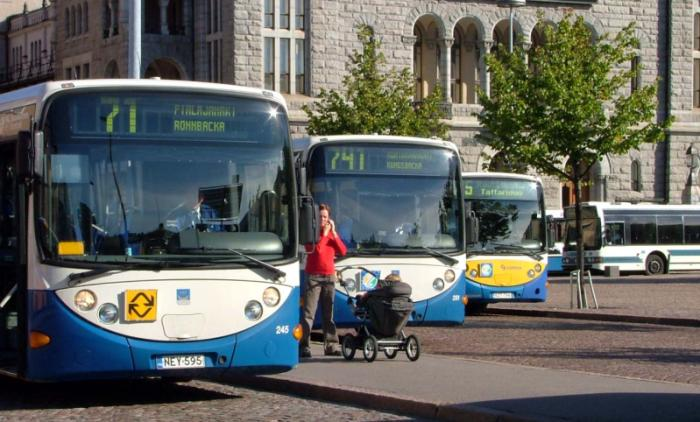
公交车站里的公共汽车
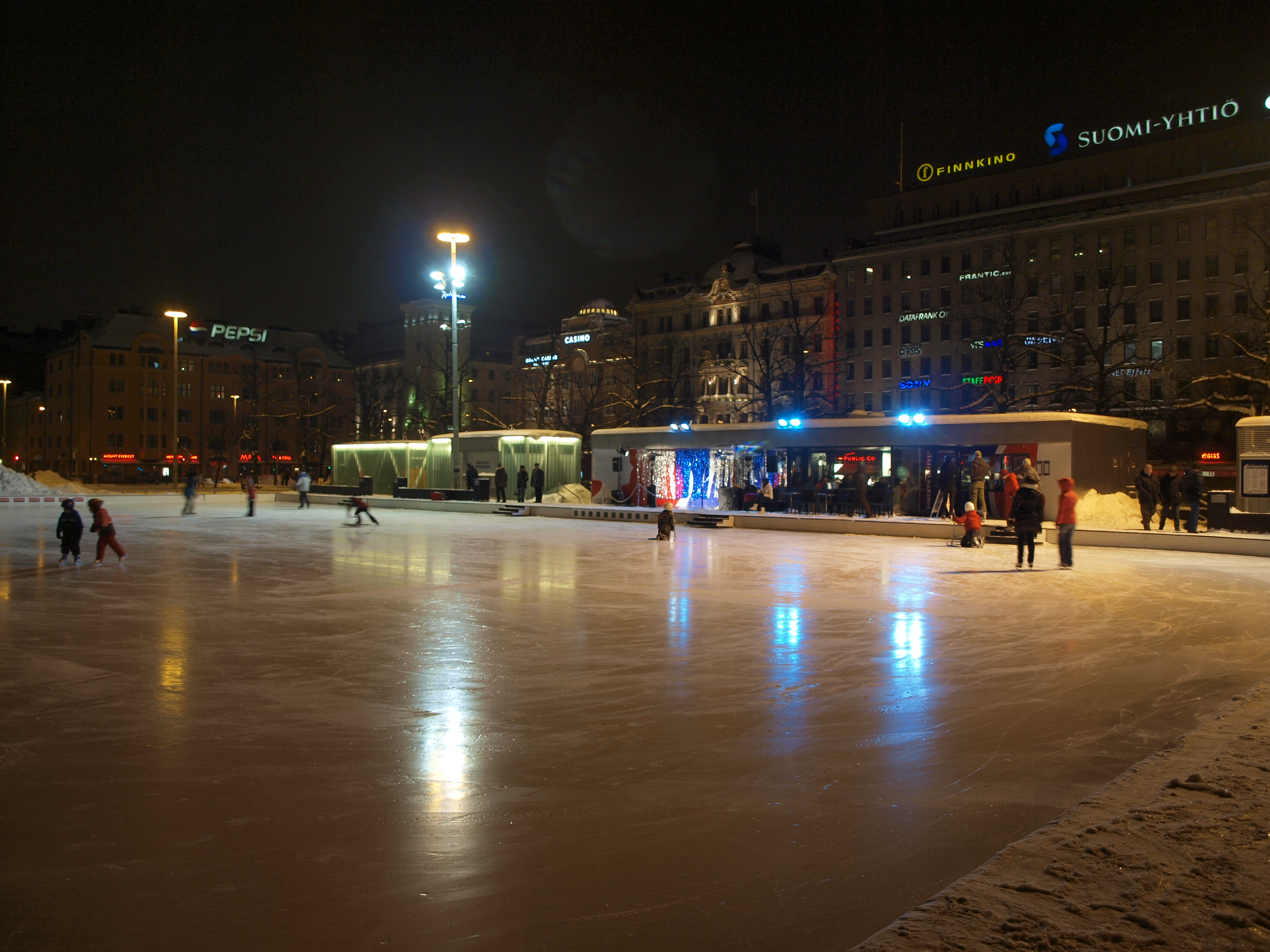
冬天时的滑冰场

60°10′16″N 24°56′38″E / 60.17111°N 24.94389°E